# Li Dayin
Li Dayin (en chino: 李大银; 12 de febrero de 1998) es un deportista chino que compite en halterofilia.
Ganó cuatro medallas en el Campeonato Mundial de Halterofilia entre los años 2018 y 2023.
En abril de 2021 estableció una nueva plusmarca mundial en arrancada de la categoría de 81 kg (175 kg).

## Palmarés internacional
| Campeonato Mundial | Campeonato Mundial     | Campeonato Mundial | Campeonato Mundial |
| Año                | Lugar                  | Medalla            | Categoría          |
| ------------------ | ---------------------- | ------------------ | ------------------ |
| 2018               | Asjabad (Turkmenistán) | Medalla de bronce  | 81 kg              |
| 2019               | Pattaya (Tailandia)    | Medalla de plata   | 81 kg              |
| 2022               | Bogotá (Colombia)      | Medalla de oro     | 81 kg              |
| 2023               | Riad (Arabia Saudita)  | Medalla de plata   | 89 kg              |